# Marktkirchhof 10 (Quedlinburg)

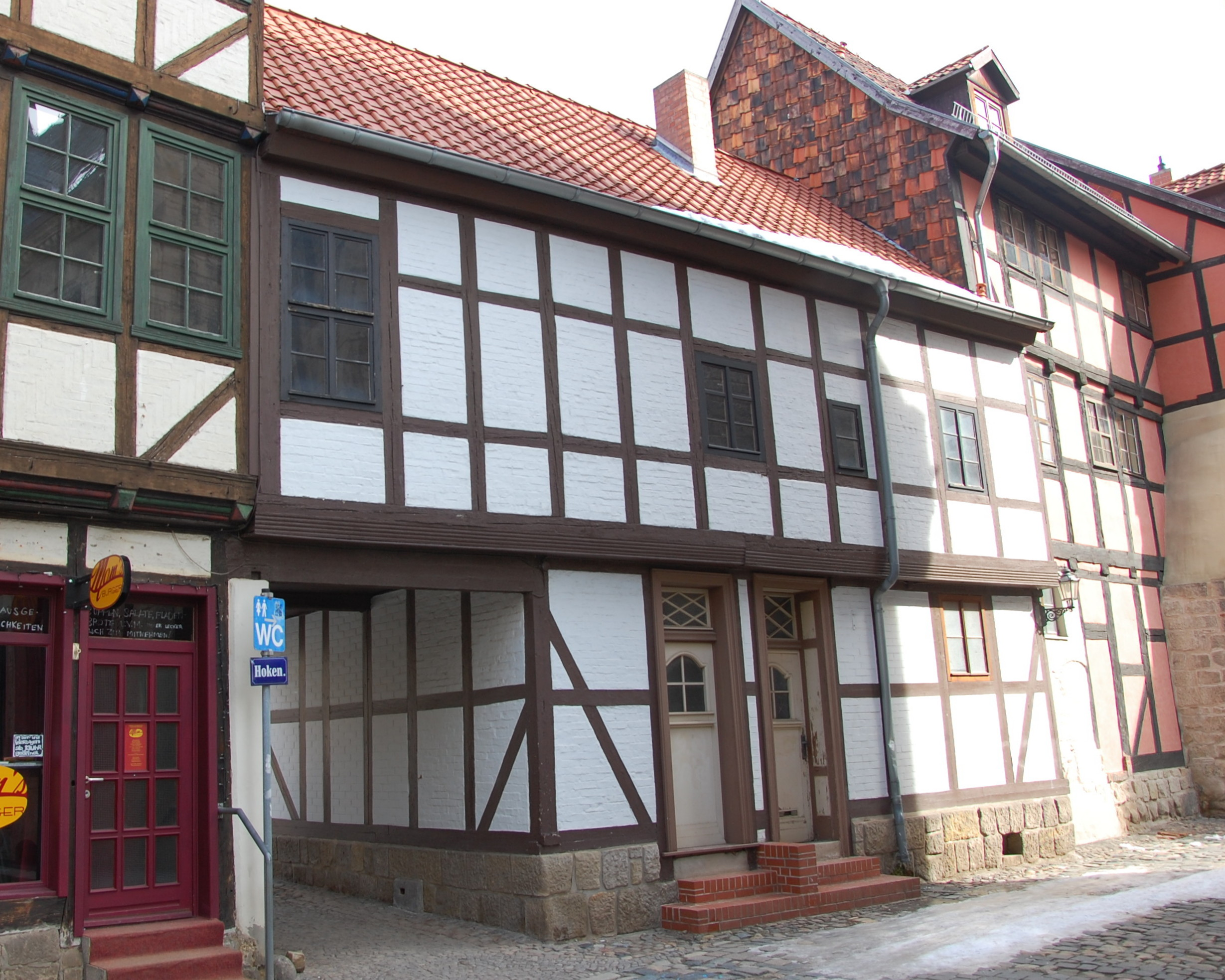
Haus Marktkirchhof 10, Südfassade zum Hoken

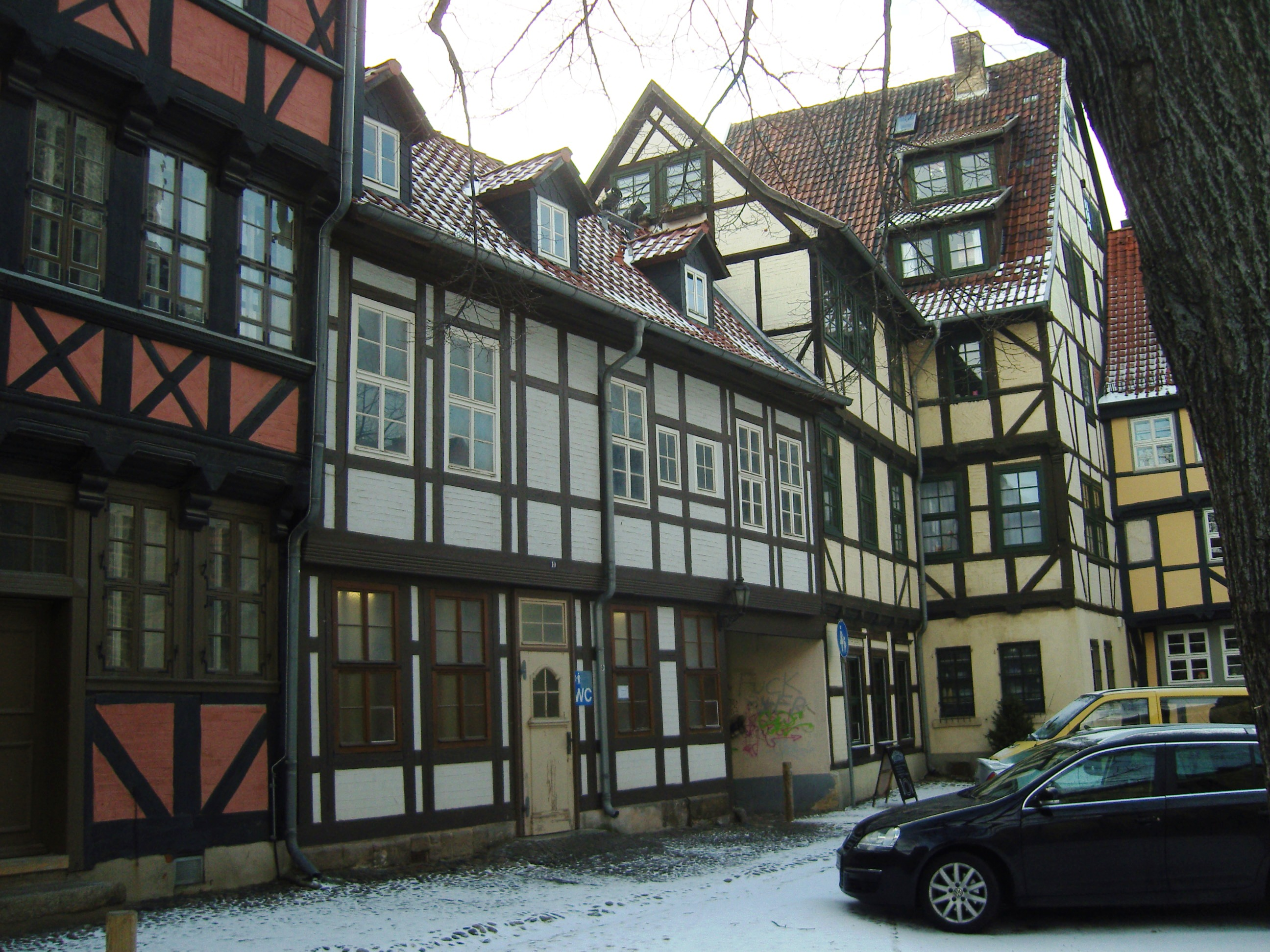
Nordfassade zum Marktkirchhof

Das Haus Marktkirchhof 10 ist ein denkmalgeschütztes Gebäude in der Stadt Quedlinburg in Sachsen-Anhalt.

## Lage
Es befindet sich in der historischen Quedlinburger Altstadt, nördlich des Marktplatzes der Stadt. Das im Quedlinburger Denkmalverzeichnis als Wohnhaus eingetragene Gebäude befindet sich auf der Südseite des Marktkirchhofs und gehört zum UNESCO-Weltkulturerbe. Östlich grenzt das gleichfalls denkmalgeschützte Haus Marktkirchhof 7–9 an. Im Westen befindet sich die Rückseite des Hauses Marktstraße 15.

## Architektur und Geschichte
Das zweigeschossige Fachwerkhaus entstand im 19. Jahrhundert. Durch die Westhälfte des Gebäudes führt ein Durchgang vom Marktkirchhof zum südlich gelegenen Hoken.